# Стационе Вила Опичина — Кампања
Стационе Вила Опичина — Кампања је насеље у Италији у округу Трст, региону Фурланија-Јулијска крајина.
Према процени из 2011. у насељу је живело 77 становника. Насеље се налази на надморској висини од 303 м.